# Epprechtstein
Der Epprechtstein ist ein 798 m ü. NHN hoher Berg im nördlichen Fichtelgebirge (Nordostbayern). Er ist der mineralogisch interessanteste Berg im Fichtelgebirge. Rund um den Gipfelbereich gibt es rund 20 Steinbrüche. In drei Steinbrüchen wird der Epprechtstein-Granit abgebaut, die anderen sind stillgelegt und teilweise renaturiert. Zu dem Berg führen mehrere Wanderrouten. Zu seinen Attraktionen zählen neben der Burg Epprechtstein ein Labyrinth aus Granitblöcken und ein Lehrpfad, der an den Bergbau erinnert.

## Lage und Sehenswürdigkeiten

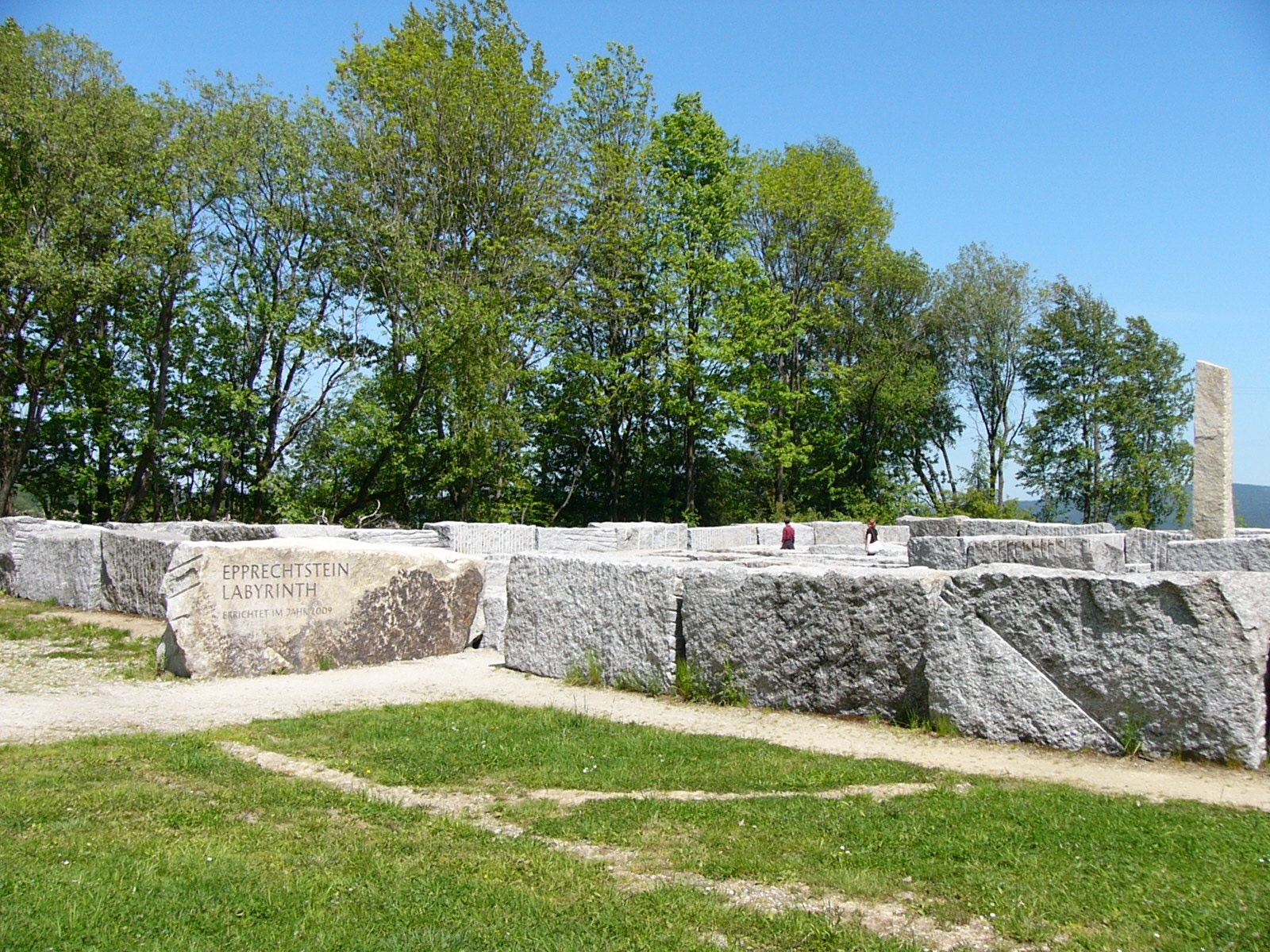
Labyrinth am Fuße des Epprechtsteins

Der Anstieg erfolgt auf dem Nordweg (Hauptwanderweg des Fichtelgebirgsvereins) von Buchhaus aus. Am Fuße des Berges, beim Ortsteil Buchhaus von Kirchenlamitz, gibt es seit 2009 ein Labyrinth aus mächtigen Granitblöcken, erbaut von der Stadt Kirchenlamitz.
Nach der Übernahme der Markgraftums Bayreuth durch Preußen besuchten die Landesherren, König Friedrich Wilhelm III. und Königin Luise, am 21. Juni 1805 mit großem Gefolge den Epprechtstein. Der steinerne Tisch mit Steinbänken, fälschlicherweise als Teufelstisch bezeichnet, wurde eigens für die Einnahme des Mittagsmahls errichtet. Wilhelm III. soll auf dem Epprechtstein die Nachricht erhalten haben, dass Napoleon I. mit seinen Truppen den Rhein überschritten hatte.

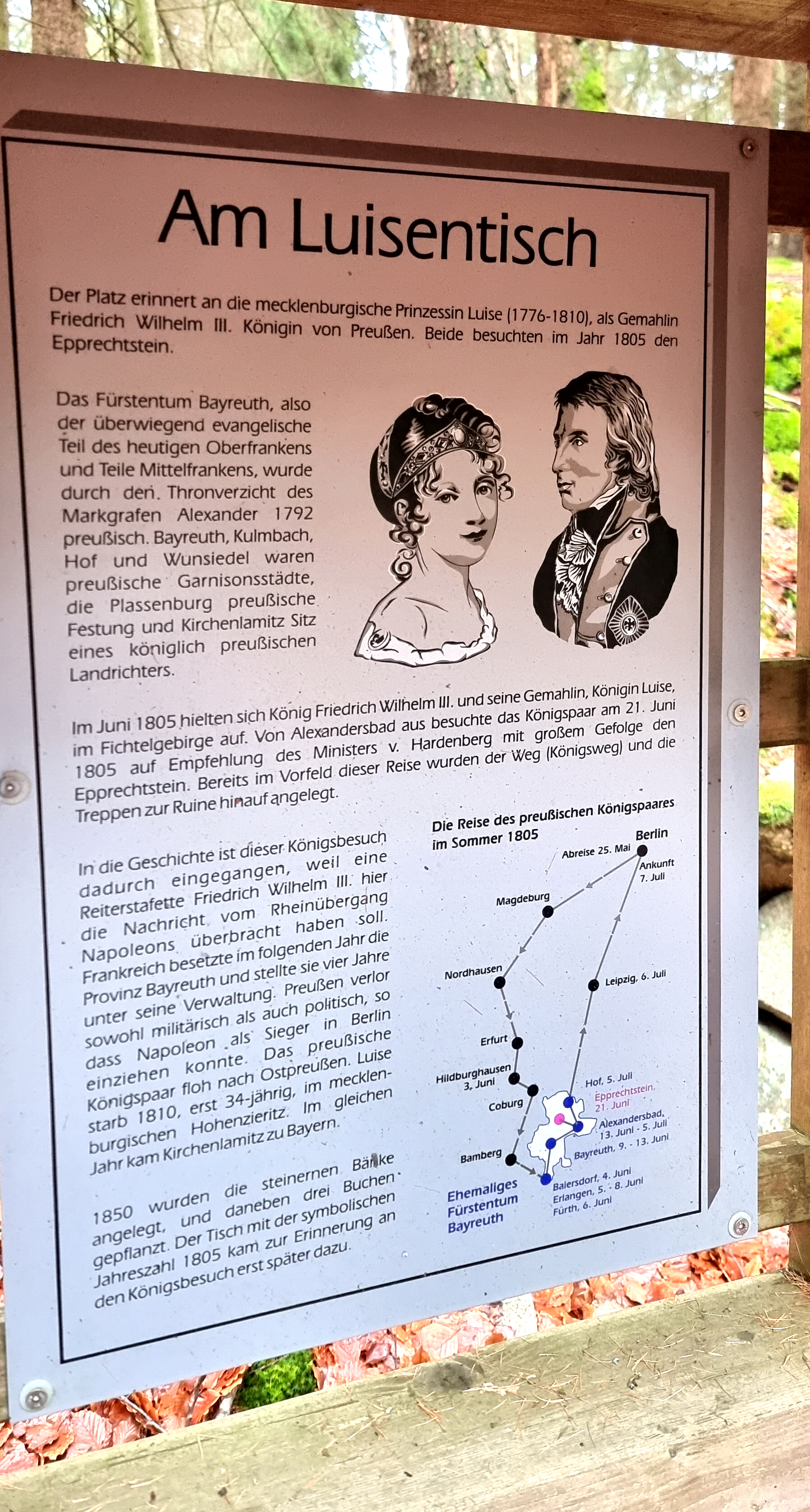
Infotafel zum so genannten Luisentisch

Der Lehrpfad zum Bergbau auf dem Epprechtstein, der Steinbruchweg, beginnt bei Buchhaus. Er umfasst mehrere beschilderte Stationen. Zu sehen sind Spuren des Bergbaus in Form von Steinbrüchen, Stolleneingängen, Resten von Unterkünften der Bergleute und zurückgebliebenen Gerätschaften. Der Pfad ist Teil des Geoparks Bayern-Böhmen.

## Geotop
Der Epprechtstein-Gipfel ist vom Bayerischen Landesamt für Umwelt als wertvolles Geotop (Geotop-Nummer: 479R009) und als Naturdenkmal ausgewiesen.

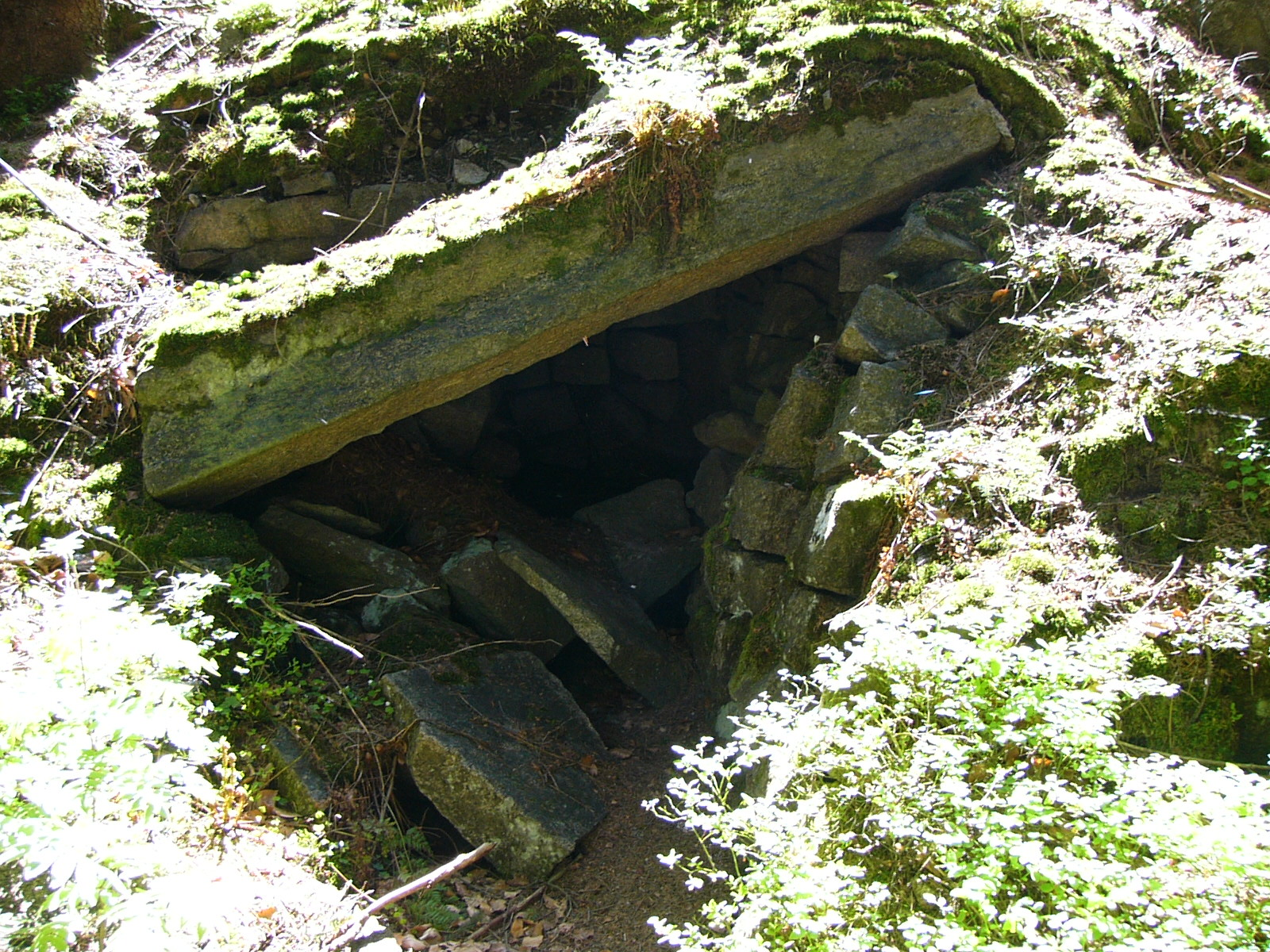
Eingestürzter Stolleneingang
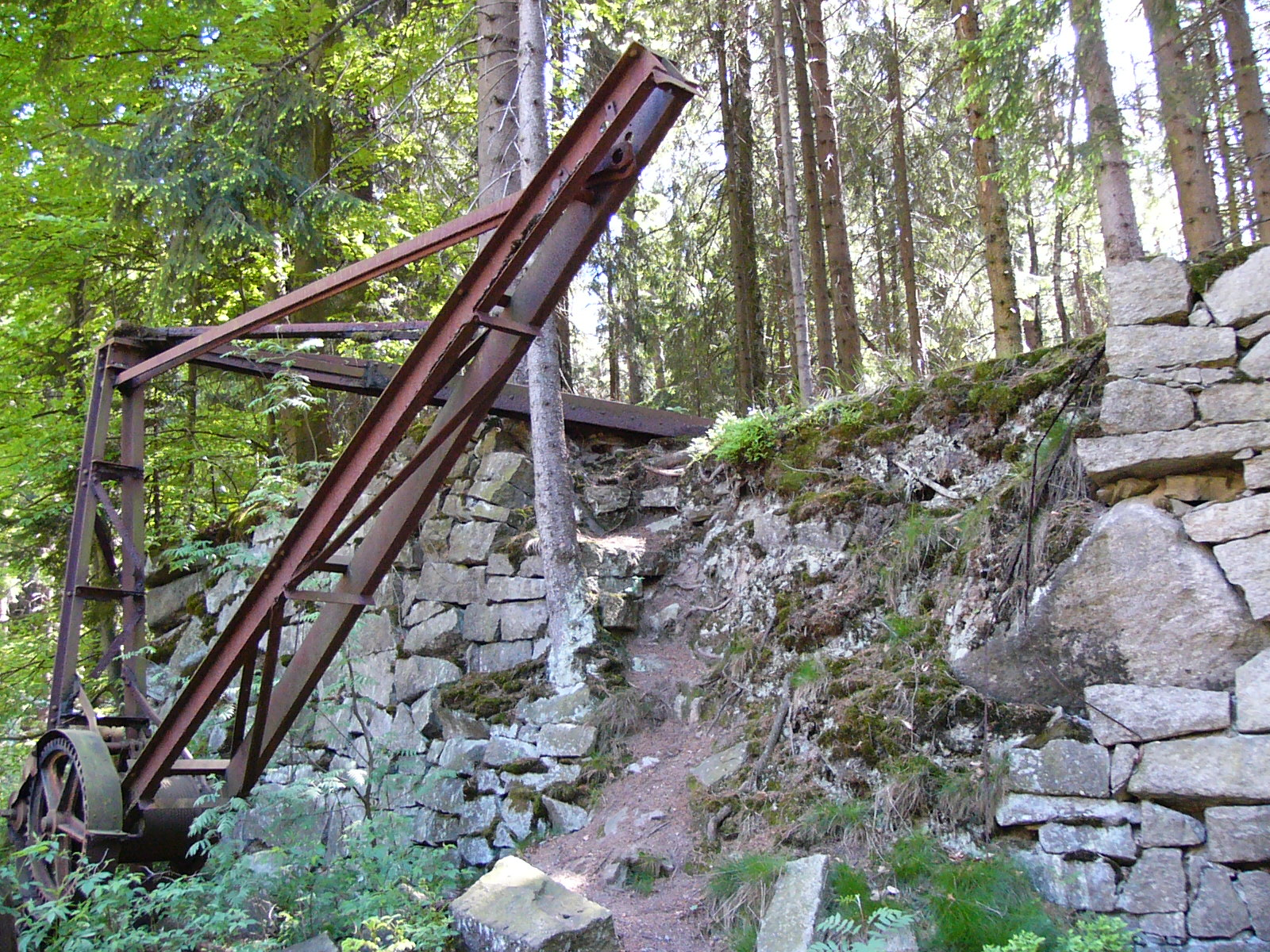
Zurückgelassene Gerätschaften
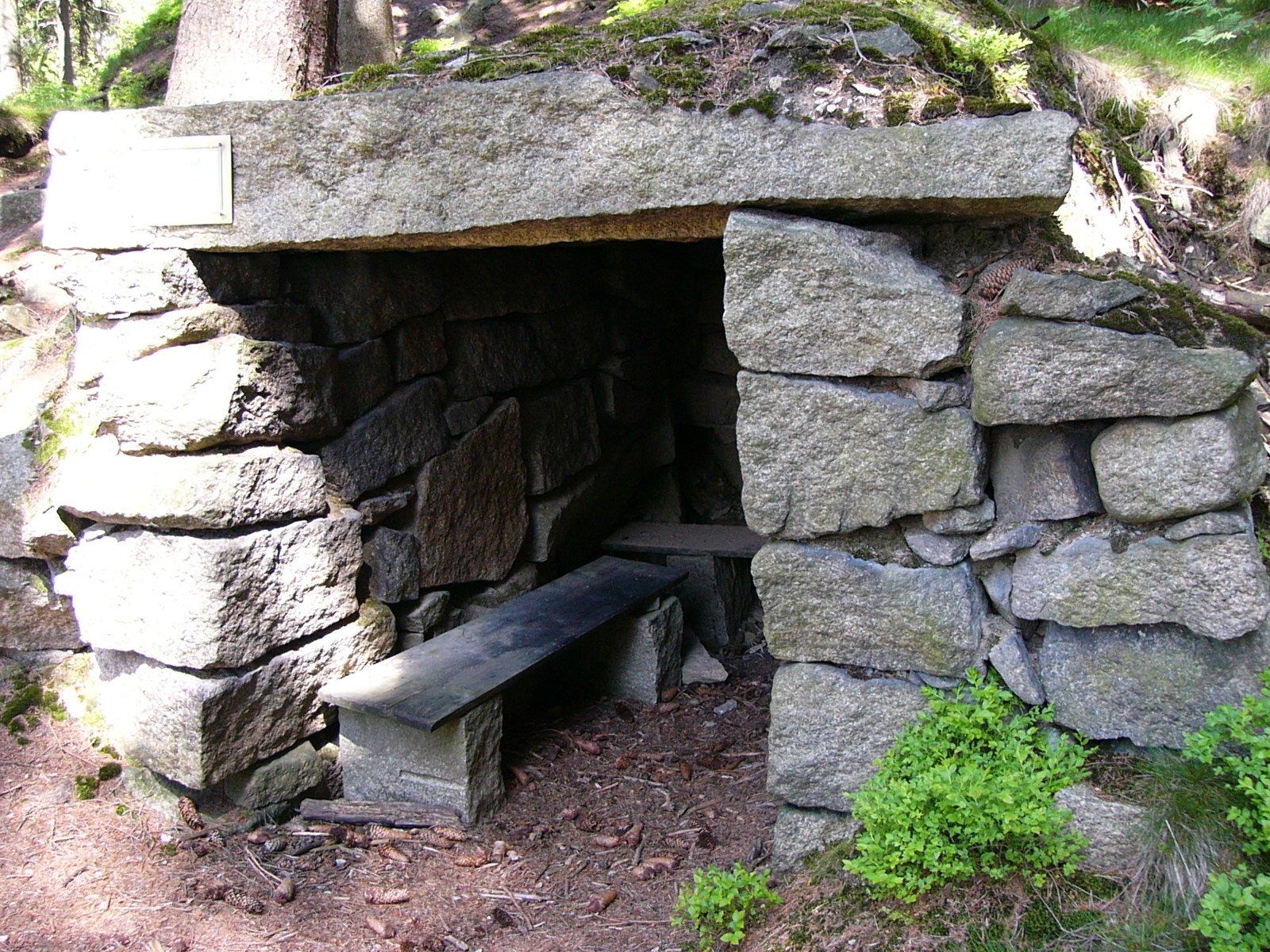
Unterschlupf der Bergleute

Auf dem unbewaldeten Gipfel steht auf einer langgestreckten, schroff abfallenden Granitplatte die Burgruine Epprechtstein. Es handelt sich um den ehemaligen turmartigen Hauptwohnbau, auf den eine Treppe zur Aussichtsplattform führt. Von dort hat man einen Rundblick über den Waldsteinzug, zum Großen Kornberg, nach Schwarzenbach an der Saale und Oberkotzau bis nach Hof, südlich über das innere Fichtelgebirge zur Kösseine. 250 Meter südöstlich befindet sich die Diensthütte der Bergwachtbereitschaft Kirchenlamitz.

## Burgruine Epprechtstein

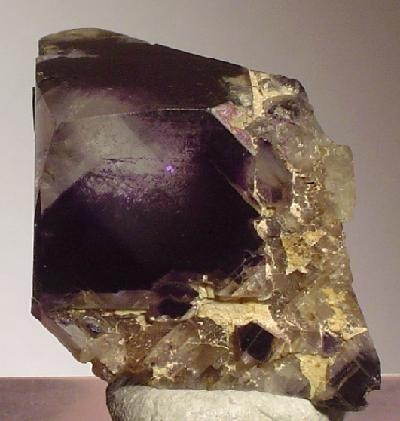
Mineralienfund, Fluorit

In einer Schenkungsurkunde des Herzogs Otto II. von Meranien wurde erstmals 1248 ein „Eberhardus de Eckebretsteine“ urkundlich erwähnt. 1308 belehnte König Heinrich VII. die Brüder Ulrich, Heinrich und Nickel, die Säcke genannt, mit der Veste Epprechtstein, die von Wild wurden Mitbesitzer. 1337 belehnte Kaiser Ludwig der Bayer noch den Vogt Heinrich von Plauen mit einem kleinen Teil der Veste. 1352 erstürmten die Burggrafen von Nürnberg das „Raubschloss“, danach erhielten sie es zu Lehen. 1355/1356 kamen sie durch Kauf in den gesamten Besitz der Burg, des Amtes und von Kirchenlamitz. Der Burgturm war Bestandteil der Wartordnung von 1498. 200 Jahre später wurde die Burg durch Truppen des Vogts Heinrich von Plauen zerstört und verfiel.